# Idioteque
"Idioteque" là một bài hát của ban nhạc rock người Anh Radiohead, nằm trong album Kid A (2000). Mặc dù chưa bao giờ được phát hành làm đĩa đơn, nó là một trong những bài hát nổi tiếng và được ưu thích nhất của cả người hâm mộ và các nhà phê bình. Bài hát hầu như được chơi tại mọi concert từ năm 2000. Pitchfork Media xếp bài hát ở vị trí số #8 trên danh sách top "500 bài hát xuất sắc nhất thập niên 2000", và #56 trên "100 bài hát thập niên 2000" bởi Rolling Stone. Năm 2008, bài hát nằm trong album tuyển tập Radiohead: The Best Of của ban nhạc.
Theo trưởng nhóm Radiohead Thom Yorke, ""Idioteque" hoàn toàn không phải ý tưởng của tôi; nó của Jonny. Jonny đưa tôi đĩa DAT này mà anh ấy... anh ấy đi tới phòng thu của chúng tôi vào buổi chiều... và, um, đĩa DAT đó dài 50 phút, và tôi ngồi đó và nghe suốt 50 phút. Và một số trong đó chỉ "gì thế này?", nhưng rồi có một đoạn dài 40 giây ở đoạn giữa hoàn toàn thiên tài, và tôi cắt nó ra và rồi thế đấy...".

## Thành phần tham gia
- Thom Yorke – hát chính.
- Jonny Greenwood – lập trình, đồng bộ hóa.
- Ed O'Brien – hiệu ứng, hát nền.
- Colin Greenwood – keyboard, đồng bộ hóa.
- Philip Selway – lập trình bổ sung.